# Новая Водолага
Но́вая Водола́га (укр. Нова Водолага) — посёлок городского типа, Нововодолажский поселковый совет, Харьковский район, Харьковская область, Украина.
Является административным центром Нововодолажского поселкового совета, в который, кроме того, входит село Новосёловка.

## Географическое положение
Посёлок городского типа Новая Водолага расположен в 51 км к юго-западу от Харькова, на берегу реки Ольховатка, выше по течению примыкает село Новоселовка, ниже по течению на расстоянии в 2 км расположены сёла Ольховатка и Щебетуны. К посёлку примыкает село Просяное.
К посёлку примыкает несколько лесных массивов (дуб).

## История
Крымский хан с своими татарами, нападая на Россию, всегда имел кочевища в вершинах рек Мжи и Коломак.  
Название произошло от устья Адалага, прежней там военной стражи, впервые письменно упоминаемой в 1571 г. N°6. Роспись донецким сторожам по распросу боярина, князя Михаила Ивановича Воротынского 79 года. 1 — я сторожа меж Мжа и Коломак, а налево по Мжу на подол до усть Адалага тридцать верст. «Адалага» в переводе с тюркского — хозяин чистой воды . 
Слобода Новая Водолага была основана примерно в 1675 году харьковским полковником Григорием Донцом как крепость на Муравском шляхе. 
Население в 1730 году составляло 4900 человек (вероятно, только  мужчин).
1775 года — Октября 20. Высочайше утвержден доклад Сената о присоединении к Азовской Губернии местечка Новая Водолага . 
В XIX веке Водолага являлась волостным центром Ново-Водолажской волости Валковского уезда Харьковской губернии.
20 декабря 1931 года началось издание местной газеты.
19 октября 1938 года присвоен статус посёлок городского типа. В 1941 году действовали три колхоза: "Советский селянин", "Красный прогресс" и "Комсомолец".
Во время Великой Отечественной войны с 19 октября 1941 до 25 февраля 1943 и с 6 марта 1943 по 14 сентября 1943 селение находилось под немецкой оккупацией. Из посёлка немцы вывезли в Германию на принудительный труд 1022 человека, сожгли в посёлке 750 жилых домов. В окрестностях Водолаги действовали советские партизанские отряды, которые до февраля 1943 года  уничтожили 497 немецких солдат и офицеров, 69 полицаев, взорвали 10 мостов, 10 автомашин, два арт.орудия, два воинских эшелона пустили под откос.
В январе 1959 года численность населения составляла 13 430 человек.
В 1966 году в посёлке было 3102 двора и проживало 14400 человек; работал колхоз "Маяк коммунизма" с 2100 га земли. 
В 1973 году здесь действовали комбинат «Стройдеталь», комбинат хлебных изделий, завод стройматериалов, молокозавод и др. предприятия, вели добычу кварцевого песка.
В январе 1989 года численность населения составляла 14 979 человек.
В мае 1995 года Кабинет министров Украины утвердил решение о приватизации находившихся в посёлке специализированного строительного управления № 921, ПМК № 48, АТП-16348, райсельхозтехники и райсельхозхимии, в июле 1995 года было утверждено решение о приватизации предприятия "Агросервис".
На 1 января 2013 года численность населения составляла 11 739 человек.

## Экономика
- Молочно-товарная ферма.
- ООО «МК РИАЛ», мясокомбинат.
- Нововодолажский молокозавод.
- Завод ПП «ДанКо Декор», ООО.
- Нововодолажский масло-жировой комбинат, ООО.
- Нововодолажский райпотребсоюз.
- «Стройдеталь», Нововодолажский комбинат, КП.
- Нововодолажская государственная семенная инспекция.
- Нововодолажский хлебокомбинат.
- Нововодолажский рыбхоз.
- Нововодолажская районная типография, КП.

- Нововодолажское лесничество.
- «АГРОСЕРВИС», ОАО.
- Нововодолажский плодоовощной комбинат.
- «Водолажское», ООО.

### Транспорт
Станция Водолага на линии Мерефа - Красноград Южной железной дороги.
Через посёлок проходит автомобильная дорога Т-1901. Рядом проходит автомобильная дорога М-18 (E 105).
Расстояние до Харькова — 45 км, до Старой Водолаги — 8 км.

## Объекты социальной сферы
- Нововодолажский детский сад № 1.
- Нововодолажская общеобразовательная школа I—III ступеней № 2[15].
- Нововодолажская общеобразовательная школа I—III ступеней для детей-сирот и детей, оставшихся без родительского попечения. Нововодолажская общеобразовательная школа-интернат I—III ступеней для детей-сирот и детей, оставшихся без родительского попечения.
- Нововодолажский лицей.
- Нововодолажская гимназия.
- Нововодолажский дом юношеского творчества.
- Нововодолажская детская школа искусств.
- Нововодолажский спортивно-технический клуб Харьковской области.
- Нововодолажский учебно-курсовой филиал.
- Нововодолажский краеведческий музей.
- Нововодолажский дом культуры.
- Нововодолажская станция скорой помощи.
- Нововодолажская районная больница.
- Библиотека.
- Детский сад.
- Школа.
- Клуб.
- Фельдшерско-акушерский пункт.
- Спортивная площадка.
- Стадион.

## Достопримечательности
- Братская могила советских воинов. Похоронено 244 воина.
- Братская могила партизан. Похоронено 12 человек.
- Могила Лыбы С. О., командира партизанского отряда. 1943 г.
- Братская могила советских воинов. Похоронено 10 воинов.
- Братские могилы жертв фашизма. 1941—1943 гг.
- Памятник воинам-интернационалистам погибшим в Афганистане.
- Преображенский храм.

## Известные жители и уроженцы
- Арсенко, Арсен Дионисович — народный артист Белорусской ССР.
- Мызин, Александр Васильевич — художник.
- Калантай, Иван Фёдорович — Герой Социалистического Труда.
- Панченко, Пётр Иосифович — украинский советский писатель. Проживал в 1920—1922 годах.
- Попсуй-Шапка, Митрофан Антонович[укр.] — полковник Армии УНР.
- Димитрий (Сулима) — архиепископ Кишинёвский и Хотинский.

## Галерея
- Лицей №1
- Лицей №2
- Поселковый совет
- Дом культуры
- Автостанция
- Больница